# 紅海毒鮋
紅海毒鮋（学名：Synanceia nana）為輻鰭魚綱鮋形目鮋亞目毒鮋科的其中一種，為熱帶海水魚，分布於西印度洋紅海及波斯灣海域，棲息深度4-18公尺，體長可達13.5公分，棲息在底層水域，生活習性不明，具有毒性。